# Jean III de Brienne
Pour les autres membres de la famille, voir Maison de Brienne.
Pour les articles homonymes, voir Brienne.
Jean III de Brienne, mort le 11 juillet 1302 près de Courtrai, comte d'Eu, est le fils de Jean II de Brienne, comte d'Eu, et de Béatrice de Saint-Pol

## Biographie
Arnould III, grand-père de son épouse Jeanne de Guînes, ayant été contraint de vendre le comté de Guînes au roi de France Philippe III le Hardi, en 1282, Jean de Brienne se rend devant le Parlement de Paris pour réclamer l'héritage de son épouse. Le comte d'Artois Robert II d'Artois, suzerain du comté de Guînes, s'inquiète des conséquences pour lui de ce conflit. En 1295, le Parlement rend un arrêt attestant que le comte, de qui le comté de Guînes est tenu, a réclamé des lettres de non préjudice de ce que le Parlement a été constitué juge des prétentions élevées sur le comté précité par le comte d'Eu et son épouse, à charge du roi de France. Le conflit prend fin en la faveur de Jean III de Brienne en février 1295. Philippe le Bel doit restituer le comté.
Le 11 juillet 1302, comme de nombreux chevaliers de l'ost de France, Jean trouve la mort à la bataille des Éperons d'or, près de Courtrai. Il est inhumé dans l'abbaye de Foucarmont.
En 1308, une enquête a été faite par P. d'Hangest, bailli de Gisors puis de Rouen, au sujet d'un débat existant entre le comte d'Eu et de Guînes, décédé, et sa femme, d'une part, et Robert de Guînes, seigneur de Sangatte, d'autre part ; cette requête, sans doute liée à l'héritage des comtes de Guînes, a été mise en garde de loi, parce que l'héritier de ce dernier était encore mineur.

## Mariage et descendance
Jean III de Brienne épouse Jeanne de Guînes, fille de Baudouin IV comte de Guînes. Ils eurent 2 enfants :
- Raoul Ier de Brienne (mort en 1344), comte d'Eu, connétable de France.
- Marie, morte jeune

## Mécénat
Mahieu le Vilain, maître ès arts de l'université de Paris, lui dédie sa traduction française des Météorologiques d'Aristote.

## Source
- (de) Cet article est partiellement ou en totalité issu de l’article de Wikipédia en allemand intitulé « Johann III. von Eu » (voir la liste des auteurs).